# Spatiator
Spatiator Petrunkevitch, 1942 è un genere di ragni fossili appartenente alla famiglia Spatiatoridae.
È l'unico genere della famiglia Spatiatoridae.

## Caratteristiche
Genere fossile risalente al Paleogene con caratteristiche comuni al genere Huttoniidae. I ragni sono costituiti da parti molli molto difficili da conservare dopo la morte; infatti i pochi resti fossili di aracnidi sono dovuti a condizioni eccezionali di seppellimento e solidificazione dei sedimenti.

## Distribuzione
La specie è stata rinvenuta in alcune ambre baltiche.

## Tassonomia
A febbraio 2015, di questo genere fossile sono note tre specie ed un esemplare non ben determinato:
- Spatiator caulis Wunderlich, 2008a †, Paleogene
- Spatiator martensi Wunderlich, 2006 †, Paleogene
- Spatiator praeceps Petrunkevitch, 1942[2] †, Paleogene
- Spatiator sp., in Wunderlich, 2011h †, Paleogene